# Театр ГАВРАН
Театр ГАВРАН (хорв. Teatar GAVRAN) — хорватський театр, заснований восени 2002 року письменником Миро Гавраном і його дружиною, актрисою Младеною Гавран. Театр здійснює свої постановки в Малій концертній залі імені Ватрослава Лисинського в Загребі, а також регулярно гастролює по містах і селищах Хорватії. Крім того, актори театру часто виступають на міжнародних сценах у країнах Європи, таких як Німеччина, Австрія, Угорщина, Словенія, Сербія, Словаччина, Бельгія, Польща, Боснія і Герцеговина, Чехія.
Колектив театру складається з провідних хорватських акторів, режисерів і досвідчених фахівців, які спеціалізуються на створенні сучасних, динамічних вистав. Театр щорічно презентує одну прем’єру і проводить близько сотні повторів.
Організаційним лідером театру з моменту його заснування є Младена Гавран, яка також бере участь у виставах як актриса та режисер. Художнім керівником театру є Миро Гавран, один з найбільш відомих сценаристів Хорватії, чиї роботи мають популярність як на батьківщині, так і за кордоном. 

## Вистави
Театр ГАВРАН розпочав свою діяльність з монокомедії «Готель Вавилон» («Hotel Babilon») , перший передпоказ якої відбувся 28 жовтня 2002 року в Новій Градишці, а прем’єра — 8 листопада 2002 року в Загребі. Комедія розповідає історію кохання між словацькою туристкою Зузаною та місцевим портьє Якшею Гекторовичем. У виставі відбувається спроба вбивства через ревнощі, і розгортається мозаїка свідчень різних осіб. Усі 11 ролей виконує Младена Гавран, демонструючи свою акторську майстерність. 
Наступною прем’єрою стала комедія «Заборонений сміх» («Zabranjeno smijanje») , яка дебютувала в 2004 році і була анонсована в програмному буклеті як «вистава, яка сподобається вашій дружині та коханому». Була позитивно сприйнята глядачами та критиками і перевищила сто повторних вистав. У центрі сюжету – чоловік, дружина та коханка, чиї долі переплітаються та заплутуються настільки, що вони вже не знають, чи їм легше та затишніше у любовному трикутнику, чи поза ним. 
2005 р. — театр ГАВРАН представив п’єсу «Антігона Креонта» («Kreontova Antigona») , режисером якої став Георгій Паро. Це одна з найкращих п’єс Миро Гаврана, яку перекладено дев’ятьма мовами. У неї відбулися прем’єри у 14 театрах світу. Вона входить до кількох важливих антологій і регулярно читається в багатьох закордонних університетах. 
2007 р. — була поставлена комедія «Папучари» («Papučari») , режисером якої виступила Ніна Клефлін, видатний театральний режисер середнього покоління. Ролі були довірені досвідченим загребським акторам Звоніміру Зорічічу, Івіці Йончичу та Младені Гавран. 
2008 р. — прем'єра вистави «Рогоносець» («Rogonje») . П’єса стосується чоловіків у вічно актуальній темі стосунків між чоловіком і жінкою.  
2009 р. — прем’єрою стала п’єса «Найбожевільніше шоу в світі» («Najluđa predstava na svijetu») , режисером якої стала Младена Гавран. Це незвичайна монодрама, в якій одна акторка грає 12 різних ролей. У центрі сюжету вирують любовні та ділові інтриги, акторська заздрість і жіночі ревнощі, що призводить до гострих конфліктів. Усе подається з долею гумору, щоб демістифікувати театр і показати блиск і нещастя життя актора. 
2010 р. — світова премʼєра комедії «Ящик Пандори» («Pandorina kutijica») , яка відбулася в Трнаві, Словаччина. У ній Миро Гавран створює дотепні повороти та ідилічний хеппі-енд, без глибокого аналізу стосунків між чоловіками та жінками. Режисер Роберт Рапонья акцентує на гармонії акторської гри, а функціональні костюми і декорації Жасмін Пасек підтримують мобільність театру.
2011 р. — осіння прем’єра гротескної вистави «Пацієнт доктора Фрейда» («Pacijent doktora Freuda»), яка за перший рік досягла 50 повторів і отримала 4 нагороди. Ця п’єса також важлива тим, що це був перший раз, коли син засновників Яків Гавран, з’явився у виставі, будучи студентом акторської майстерності та лялькового мистецтва в тодішній Академії мистецтв у Осієку. За гру у цій виставі він отримав премію Золота шовковиця (Zlatna Murva), як найкращий молодий актор на фестивалі Будиночок під шовковицею (Glumište pod murvom) у 2011 р. На тому фестивалі вистава отримала другий приз глядацьких симпатій Срібна шовковиця (Srebrna murva). На фестивалі сміху та комедії Золотий зуб (Zlatni zub) у Поречі у 2012 р. вистава отримала нагороду Срібний зуб (Srebrni zub) .  
22 червня 2012 р. — прем’єра комедії «Лялька» («Lutka»), десятої вистави театру, прем’єра якої відбулася в Нью-Йорку, а в Загребі відбулася 12 жовтня 2012 р. Режисером загребської вистави виступила Младена Гавран. Ця комедія отримала першу премію в 2013 р. на фестивалі сміху та комедії Золотий зуб (Zlatni zub) у Поречі, а Доріс Пінчич отримала Хорватську театральну премію 2013 р., як найкраща молода актриса.  
15 березня 2013 р. — прем'єра вистави «Ніч богів» («Noć bogova»). Дія відбувається в десяту річницю спілкування французького короля Людовика XIV із придворним божевільним і видатнішим комедіографом Мольєром. Пʼєса вміло врівноважує чутливість і гумор із байкою.
30 січня 2014 р. — прем'єра хітової комедії «Морозиво» («Sladoled») , однієї із найуспішніших в творчості Гаврана. Цікава тема стосунків матері і доньки та конфлікту двох поколінь зустріла чудовий відгук у глядачів. Вистава перевалила за сотню повторів і отримала кілька нагород. 
5 березня 2015 р. — прем’єра вистави «Пиво» («Pivo») , яка була зустрінута глядачами та критиками надзвичайно тепло. Елемент, який з'єднує батька і сина – це не певне місце, а напій, якому віддає перевагу більшість чоловіків. За перший рік вистави цю п’єсу поставили 50 разів.
27 листопада 2016 р. — прем’єра «Пари» («Parovi») , найамбітнішої вистави театру ГАВРАН за останні 14 років. Вона показує життя багатьох пар у життєвих і повсякденних ситуаціях, створюючи серію замальовок міжособистісних стосунків і їхніх соціальних відображень.
27 січня 2017 р. — прем’єра веселої комедії «Забудь Голлівуд» («Zaboravi Hollywood») , вистави якої за останні 20 років пройшли від Загреба, Відня та словацького Мартіна до індійського Гайдарабаду. 
26 січня 2018 р. — прем’єра вистави «Лікар тварин» («Doktor od životinjica»), яка започаткувала Дитячу сцену театру ГАВРАН. 
21 лютого 2018 р. — прем'єра комедії «Все про жінок» («Sve o ženama») . Це найбільш виконуваний театральний текст Миро Гаврана, прем’єри якого відбувалися по всьому світу: від Буенос-Айреса, Ріо-де-Жанейро, Лос-Анджелеса і Нью-Йорка до Парижа, Праги, Братислави, Мумбаї, Варшави, Кракова, Сараєво, Трнави, Любляни. Після півсотні прем'єр і трьох тисяч повторів, які зібрали понад сімсот тисяч глядачів, цю комедію знову показують у Хорватії. 
26 вересня 2019 р. — прем’єра комедії «Все про чоловіків» («Sve o muškarcima») , яка за 8 місяців набрала понад півсотні повторів, мала 18 прем’єр та була переглянута понад півмільйоном людей у всьому світі. «Всі за одного!» Один за всіх!» — таким реченням закінчується комедія. Такої виняткової популярності Миро Гавран зазвичай досягає своєрідним поєднанням драматичних елементів із водевілем фейдовського типу.
9 червня 2020 р. — прем’єра вистави «Ідеальний партнер» («Savršeni partner») . У центрі сюжету стосунки між чоловіком і жінкою, які були пов’язані з жанром наукової фантастики. Оскільки п’єса була поставлена під час пандемії, то не могла мати багато вистав.
27 червня 2021 р. — премʼєра комедії «На каві опівдні» («Na kavici u podne») , що відбулася на Театральних днях Гаврана у загребській галереї Klovićevi dvori. Сюжет описує стосунки між матір’ю та сином, які зустрічаються кожного року в барі протягом 23 років. Вони обговорюють свої особисті переживання, зміни в житті та вплив соціальних змін. В рисах драматургічно точне розгортання сюжету, засноване на діалогах, які ніби скопійовані з побутових ситуацій,
29 квітня 2022 р. — прем’єра п’єси «Прес-секретар» («Glasnogovornik») . Ця провокаційна політична драма стосується питань влади, а також сімейних та міжособистісних відносин. У цій напруженій п’єсі, дуже близькій до нашої дійсності, стикаються два різні характери та світогляди. Головні герої — досвідчений політик, який маніпулює фактами для досягнення влади, та молодий чоловік, якого політик рекомендує прем’єр-міністру як речника.
4 лютого 2023 року — премʼєра монодрами «Все буде добре» («Bit će sve u redu») , яка відбулася на 21 році існування театру ГАВРАН. Режисером є Борис Ковачевич, а вісім ролей виконує Свен Якір. Критик Ясен Боко назвав цей Гавранів текст «першою хорватською постмодерністською драмою». Поєднуючи гумор із пародією на еротику, створюється жива вистава, приваблива для всіх поколінь, зі швидкою кількістю трансформацій, різноманітністю місцевих діалектів і веселими персонажами в інтерпретації Свена Якіра. Ця монокомедія також посилає втішний меседж – зрештою все буде добре. 
24 лютого 2024 року — прем’єра романтичної комедії «Агенція щастя» ( «Agencija za sreću»), що об’єднує теплих, впізнаваних героїв, які завдяки першому в Хорватії агентству, створеному за зразком аналогічних агентств у Японії, вирішують усі свої емоційні проблеми з комічними ситуаціями. Перед глядачами – зворушлива і гумористична історія, характерна для романтичних комедій. У виставі грають Невена Вукес, Мірел Хускіч та Младена Гавран.  

## Дитяча сцена
Дитяча сцена  театру ГАВРАН має в своєму репертуарі чотири лялькові вистави для молодшої аудиторії:
1). «Лікар тварин» («Doktor od životinjica»);
2). «Мудра сова і хитра лисиця» («Mudra sova i lukava lisica»);
3). «Нові подарунки Білобородого» («Bjelobradi novi darove»);
4). «Зайчик шукає маму» («Zeko traži mamu»).
Кожна з цих вистав охоплює важливі соціальні та екологічні теми, такі як розвиток впевненості в собі, боротьба зі страхами, турбота про хворих та літніх людей, а також екологічна свідомість. Вистави побудовані таким чином, щоб поєднувати освітні елементи з розважальними, роблячи їх цікавими і корисними для дітей.
У цих постановках беруть участь молоді та талановиті актори-лялькарі, серед яких Лука Бєліца, Давор Ковач, Мірна Острошич, Яків Гавран. Також у деяких виставах можна побачити телевізійну ведучу Зорану Вукіч Гавран. 

## GavranFest
GavranFest  — це театральний фестиваль, присвячений виставам, заснованим на творах хорватського письменника Миро Гаврана. Цей унікальний захід вже пройшов у п’яти країнах. Його було започатковано в 2003 році в театрі Яна Паларіки в Трнаві, де фестиваль тривав до 2009 року, маючи чотири видання. У 2013 році фестиваль перенісся до театру LUDOWY у Кракові, а з 2016 року став традицією в Празі. У лютому 2019 року він відбувся в театрі SENSEMBLE в Аугсбурзі, а в жовтні 2020 року — в театрі MADLENIANUM у Белграді. Миро Гавран є єдиним живим автором у Європі, чиї твори мають театральний фестиваль, присвячений тільки йому, що безперервно проводиться за межами його батьківщини. Ініціаторами фестивалю стали Еміл Недєлка, директор театру Яна Паларіки в Трнаві, та Міхал Баб’як, театральний режисер і професор університету в Братиславі.

## Нагороди
- 2003 — премія Фабіяна Шоваговича (Fabijan Šovagović) [19] за найкращу жіночу роль; Младена Гавран; «Готель Вавилон» («Hotel Babilon»); Фестиваль актора у Вінковцях.
- 2003 — премія Золотий сміх (Zlatni smijeh); Младена Гавран; «Готель Вавилон» («Hotel Babilon»); Дні сатири у Загребі.
- 2003 — приз глядацьких симпатій за найкращу п’єсу; «Готель Вавилон» («Hotel Babilon»); фестиваль Золотий лев (Zlatni lav) в Умагу.
- 2003 — премія Асоціації хорватських акторів у категорії «Головна жіноча роль»; Младена Гавран; «Готель Вавилон» («Hotel Babilon»).
- 2004 — премія Марина Држича (Marin Držić); Миро Гавран; «Заборонений сміх» («Zabranjeno smijanje»); Міністерство культури Хорватії.
- 2009 — премія Марина Држича (Marin Držić); Миро Гавран; «Найбожевільніше шоу в світі» («Najluđa predstava na svijetu»); Міністерство культури Хорватії.
- 2009 — премія Івана Раоса (Ivan Raos); Миро Гавран; «Найбожевільніше шоу в світі» («Najluđa predstava na svijetu»); Асоціація Дні Раоса (Raosovi dani).
- 2010 — щорічна премія Владимира Назора (Vladimir Nazor); Младена Гавран; «Найбожевільніше шоу в світі» («Najluđa predstava na svijetu»).
- 2010 — премія Золота шовковиця (Zlatna Murva); Младена Гавран; «Готель Вавилон» («Hotel Babilon»); Фестиваль Будиночок під шовковицею (Glumište pod murvom) у Скрадині.
- 2011 — премія Золота шовковиця (Zlatna Murva) за роль Адольфа Гітлера; Яків Гавран; «Пацієнт доктора Фрейда» («Pacijent doktora Freuda»); Скрадинський фестиваль Будиночок під шовковицею (Glumište pod murvom).
- 2011 — премія Золота шовковиця (Zlatna Murva) за найкращий текст; Миро Гавран; «Пацієнт доктора Фрейда» («Pacijent doktora Freuda»); Скрадинський фестиваль Будиночок під шовковицею (Glumište pod murvom).
- 2011 — премія Srebrna murva за виставу «Пацієнт доктора Фрейда» («Pacijent doktora Freuda»); театр ГАВРАН (Миро Гавран та Роберт Рапон'я); Скрадинський фестиваль Будиночок під шовковицею (Glumište pod murvom).
- 2012 — премія Срібний зуб (Srebrni zub) за виставу «Пацієнт доктора Фрейда» («Pacijent doktora Freuda»); фестиваль сміху та комедії Золотий зуб (Zlatni zub) у Поречі.
- 2013 — премія Золотий зуб (Zlatni zub) за виставу «Лялька» («Lutka»); фестиваль сміху та комедії Золотий зуб (Zlatni zub) у Поречі.
- 2013 — премія Асоціації хорватських акторів; Доріс Пінчич; вистава «Лялька» («Lutka»).
- 2015 — премія Срібний зуб (Srebrni zub) за виставу «Морозиво» («Sladoled»); фестиваль сміху та комедії Золотий зуб (Zlatni zub) у Поречі.
- 2015 — премія Фабіяна Шоваговича (Fabijan Šovagović) за найкращу жіночу роль; Младена Гавран; вистава «Морозиво» («Sladoled»); 22-й фестиваль актора у Вінковцях.
- 2017 — нагорода за найкращу жіночу роль; Младена Гавран і Ана Віленіца; «Морозиво» («Sladoled»); Фестиваль народного театру Чавле-Омішаль (Čavle-Omišalj).
- 2017 — нагорода за найкращу п’єсу «Забудь Голлівуд» («Zaboravi Hollywood»); 10-й фестиваль Будиночок під шовковицею (Glumište pod murvom).
- 2017 — титул найкращого актора фестивалю; Желько Конігскнехт; «Забудь Голлівуд» («Zaboravi Hollywood»); 10-й фестиваль Будиночок під шовковицею (Glumište pod murvom).
- 2017 — нагорода за найкраще акторське досягнення; Яків Гавран; «Забудь Голлівуд» («Zaboravi Hollywood»); 6-й фестиваль Дні сміху Бобі (Bobi’s Days of Laughter) у Загребі.
- 2018 — нагорода за найкращу п’єсу «Пиво» («Pivo»); Миро Гавран і Гелена Булян; 18-й фестиваль народного театру Чавле-Омішаль (Čavle-Omišalj).